# 3-フィターゼ
3-フィターゼ(3-phytase、EC 3.1.3.8)は、以下の化学反応を触媒する酵素である。
フィチン酸 + 水{\displaystyle \rightleftharpoons }1D-myo-イノシトール-1,2,4,5,6-五リン酸 + リン酸
これらの酵素は加水分解酵素、特にリン酸モノエステル結合に作用するものに分類される。
系統名は、myo-inositol-hexakisphosphate 6-phosphohydrolaseである。他に、1-phytase、phytate 1-phosphatase、phytate 3-phosphatase、phytate 6-phosphatase等とも呼ばれる。
この種類の酵素は、イノシトールリン酸の代謝に関与する。

## 構造
2007年末時点で、12個の三次構造が解明されており、蛋白質構造データバンクのコードは、1CVM、1IHP、1POO、1QFX、1QLG、1QWO、1SK8、1SK9、1SKA、1SKB、2GFI及び2POOである。